# 자릉
자릉(慈陵)은 고려 제16대 예종의 정비인 경화왕후 이씨의 능이다. 현재 위치는 알 수 없다.